# 亞足聯冠軍聯賽紀錄及數據
本頁列出歷屆亞洲足聯冠軍聯賽（包括前身「亞洲球會錦標賽」和「亞洲冠軍球會盃」）的各項數據及紀錄。

## 球會

### 球季不敗
14 支球隊曾經以賽季不敗成績奪冠，當中有 4 隊曾嘗試過兩次。
- 兩次不敗奪冠球隊：
  -  特拉維夫馬卡比於1969年以 4 勝 2 和成績奪得冠軍、1971年以 5 和成績奪得冠軍。
  -  希拉爾於1991年以 3 勝 1 和成績奪得冠軍、1999–00年以 6 勝 1 和成績奪得冠軍。
  -  艾斯迪格拿於1970年以 4 勝成績奪得冠軍、1990–91年以 4 勝 1 和成績奪得冠軍。
  -  蔚山現代於2012年以 10 勝 2 和成奪得冠軍、2020年以 9 勝 1 和成績奪得冠軍。

- 一次不敗奪冠球隊：
  -  特拉維夫夏普爾於1967年以 1 和成績奪得冠軍。
  -  大宇皇家於1985–86年以 4 勝成績奪得冠軍。
  -  古河電工於1986年以 5 勝成績奪得冠軍。
  -  遼寧於1989–90年以 3 勝 2 和成績奪得冠軍。
  -  泰國農民銀行於1993–94年以 2 勝 4 和成績奪得冠軍。
  -  城南一和天馬於1995年以 8 勝 1 和成績奪得冠軍。
  -  水原三星藍翼於2001–02年以 5 勝 2 和成績奪得冠軍。
  -  伊蒂哈德於2005年以 4 勝 2 和成績奪得冠軍。
  -  浦和紅鑽於2007年以 5 勝 7 和成績奪得冠軍。
  -  大阪飛腳於2008年以 9 勝 3 和成績奪得冠軍。

### 連續參賽
- 希拉爾以連續 14 次出席亞洲聯賽冠軍盃，成為目前連續參賽次數最多的球隊（由2009至2022年）。

### 连续交手
| 连续交手赛季次数 | 对手              | 赛季                |
| ---------------- | ----------------- | ------------------- |
| 3                | 蔚山现代—川崎前锋 | 2021、2022、2023-24 |

### 同季贏得其他錦標
- 亞洲冠軍聯賽和地區性錦標
  -  伊蒂哈德於2005年同年贏得亞足聯冠軍聯賽 和 2004–05年阿拉伯冠軍聯賽。
  -  浦和紅鑽於2017年同年贏得亞足聯冠軍聯賽 和 2017年駿河銀行錦標賽。

- 亞洲冠軍聯賽和國內聯賽
  -  艾恩於2003年同年贏得亞足聯冠軍聯賽 和 2002–03年阿聯酋職業足球聯賽。
  -  廣州恆大於2013年同年贏得亞足聯冠軍聯賽 和 2013年中國足球超級聯賽。
  -  廣州恆大於2015年同年贏得亞足聯冠軍聯賽 和 2015年中國足球超級聯賽。
  -  希拉爾於2021年同年贏得亞足聯冠軍聯賽 和 2020–21年沙特職業足球聯賽。

- 亞洲冠軍聯賽和國內盃賽
  -  伊蒂哈德於2004年同年贏得亞足聯冠軍聯賽 和 2003–04年沙特王儲盃。
  -  大阪飛腳於2008年同年贏得亞足聯冠軍聯賽 和 2008年日本天皇盃。

- 亞洲冠軍聯賽和國內聯賽盃
  -  浦項製鐵於2009年同年贏得亞足聯冠軍聯賽 和 2009年K聯賽盃。

### 最大勝仗
主場最大勝仗
- 以下列出的是主場球隊以 6 球或以上勝出的賽事：

| 日期          | 主隊         | 比數 | 客隊         | 階段              | 地點                 |
| ------------- | ------------ | ---- | ------------ | ----------------- | -------------------- |
| 2003年3月12日 | 大連實德     | 7–1  | 奧斯特斯帕   | 小組賽B組，第二場 | 中國，大連市         |
| 2004年5月11日 | 城南一和天馬 | 15–0 | 佩斯凱迪瑞   | 小組賽G組，第五場 | ，城南市             |
| 2004年9月15日 | 城南一和天馬 | 6–0  | 沙迦         | 半準決賽，首回合  | ，城南市             |
| 2005年3月9日  | 釜山偶像     | 8–0  | 平定         | 小組賽G組，第一場 | ，釜山市             |
| 2005年9月28日 | 艾恩         | 6–0  | 深圳健力寶   | 準決賽，首回合    | 阿联酋，艾因         |
| 2006年3月8日  | 富拿特       | 6–0  | 卡迪斯亞     | 小組賽A組，第一場 | 伊朗，德黑蘭         |
| 2006年3月22日 | 大阪飛腳     | 15–0 | 峴港         | 小組賽E組，第二場 | 日本，大阪市         |
| 2006年9月13日 | 蔚山現代     | 6–0  | 艾沙比       | 半準決賽，首回合  | ，蔚山市             |
| 2007年5月23日 | 上海申花     | 6–0  | 佩斯凱迪瑞   | 小組賽E組，第六場 | 中國，上海市         |
| 2008年3月19日 | 鹿島鹿角     | 6–0  | 南定         | 小組賽F組，第二場 | 日本，鹿嶋市         |
| 2008年4月9日  | 泰京銀行     | 9–1  | 南定         | 小組賽F組，第三場 | 泰國，曼谷           |
| 2008年5月7日  | 鹿島鹿角     | 8–1  | 泰京銀行     | 小組賽F組，第五場 | 日本，鹿嶋市         |
| 2009年5月19日 | 伊蒂哈德     | 7–0  | 烏姆沙拉爾   | 小組賽C組，第六場 | 沙烏地阿拉伯，吉達   |
| 2009年6月24日 | 浦項制鐵     | 6–0  | 紐卡素噴射機 | 十六強            | ，浦項市             |
| 2010年3月9日  | 長春亞泰     | 9–0  | 佩斯普拉     | 小組賽F組，第二場 | 中國，長春市         |
| 2010年4月14日 | 全北現代汽車 | 8–0  | 佩斯普拉     | 小組賽F組，第五場 | ，全州市             |
| 2011年5月10日 | 全北現代汽車 | 6–0  | 阿雷馬       | 小組賽G組，第六場 | ，全州市             |
| 2012年5月23日 | 希拉爾       | 7–1  | 賓尼耶斯     | 十六強            | 沙烏地阿拉伯，利雅德 |
| 2015年2月17日 | FC首爾       | 7–0  | 河內T&T      | 附加賽圈          | ，首爾               |
| 2016年2月2日  | 山東魯能泰山 | 6–0  | 莫亨巴根     | 外圍賽第二圈      | 中國，濟南市         |
| 2016年2月9日  | FC東京       | 9–0  | 春武里       | 附加賽圈          | 日本，東京           |
| 2017年1月31日 | 布里斯班獅吼 | 6–0  | 環球         | 外圍賽第二圈      | ，布里斯班           |
| 2017年2月22日 | 廣州恆大     | 7–0  | 東方         | 小組賽G組，第一場 | 中國，廣州市         |
| 2017年2月28日 | 蔚山現代     | 6–0  | 布里斯班獅吼 | 小組賽E組，第二場 | ，蔚山市             |

客場最大勝仗
- 以下列出的是作客球隊以 5 球或以上勝出的賽事：

| 日期          | 主隊           | 比數 | 客隊         | 階段              | 地點             |
| ------------- | -------------- | ---- | ------------ | ----------------- | ---------------- |
| 2004年12月1日 | 城南一和天馬   | 0–5  | 伊蒂哈德     | 決賽，次回合      | ，城南市         |
| 2007年5月9日  | 阿勒頗伊蒂哈德 | 0–5  | 沙巴罕       | 小組賽D組，第五場 | 叙利亚，阿勒頗   |
| 2008年3月12日 | 泰京銀行       | 1–9  | 鹿島鹿角     | 小組賽F組，第一場 | 泰國，曼谷       |
| 2008年5月7日  | 平陽           | 0–5  | 長春亞泰     | 小組賽E組，第五場 | 越南，土龍木市社 |
| 2009年4月8日  | 中岸水手       | 0–5  | 川崎前鋒     | 小組賽H組，第三場 | ，戈斯福德       |
| 2010年3月10日 | 阿爾阿里       | 0–5  | 艾薩德       | 小組賽D組，第二場 | 阿联酋，杜拜     |
| 2014年4月15日 | 歷基韋亞       | 0–5  | 艾阿恩       | 小組賽C組，第五場 | ，多哈           |
| 2015年4月22日 | 廣州富力       | 0–5  | 大阪飛腳     | 小組賽F組，第五場 | 阿联酋，杜拜     |
| 2016年2月23日 | 武里南聯       | 0–6  | FC首爾       | 小組賽F組，第一場 | 泰國，武里南     |
| 2017年4月25日 | 東方           | 0–6  | 廣州恆大     | 小組賽F組，第五場 | 香港             |
| 2018年2月20日 | 傑志           | 0–6  | 全北現代汽車 | 小組賽E組，第二場 | 香港             |
| 2020年1月28日 | 艾雷恩         | 0–5  | 艾斯迪格拿   | 附加賽圈          | ，多哈           |

中立場最大勝仗
- 以下列出的是於中立場以 6 球或以上勝出的賽事：

| 日期          | 勝方         | 比數 | 負方       | 階段              | 地點           |
| ------------- | ------------ | ---- | ---------- | ----------------- | -------------- |
| 2003年3月9日  | 城南一和天馬 | 6–0  | 奧斯特斯帕 | 小組賽B組，第一場 | 中國，大連市   |
| 2003年3月15日 | 清水心跳     | 7–0  | 奧斯特斯帕 | 小組賽B組，第三場 | 中國，大連市   |
| 2020年2月20日 | 沙迦         | 6–0  | 艾塔亞文   | 小組賽C組，第五場 | ，多哈         |
| 2021年6月29日 | FC大邱       | 7–0  | 聯合城     | 小組賽I組，第二場 | ，塔什干       |
| 2021年6月29日 | 川崎前鋒     | 7–0  | 北京國安   | 小組賽I組，第二場 | ，塔什干       |
| 2021年7月1日  | 全北現代汽車 | 9–0  | 淡濱尼流浪 | 小組賽H組，第三場 | ，塔什干       |
| 2021年7月2日  | 川崎前鋒     | 8–0  | 聯合城     | 小組賽I組，第三場 | ，塔什干       |
| 2021年7月7日  | 大阪飛腳     | 8–1  | 淡濱尼流浪 | 小組賽H組，第五場 | ，塔什干       |
| 2022年4月15日 | 大邱FC       | 7–0  | 山東泰山   | 小組賽F組，第一場 | 泰國，武里南府 |
| 2022年4月18日 | 川崎前鋒     | 8–0  | 廣州       | 小組賽I組，第二場 | 马来西亚，柔佛 |

### 兩回合最大勝利
- 以下列出的是兩回合總比數以 5 球或以上勝出的賽事：

| 球季   | 階段     | 勝方         | 總比數 | 負方         |
| ------ | -------- | ------------ | ------ | ------------ |
| 2004年 | 半準決賽 | 城南一和天馬 | 11–2   | 沙迦         |
| 2005年 | 準決賽   | 伊蒂哈德     | 7–0    | 釜山偶像     |
| 2006年 | 半準決賽 | 蔚山現代     | 7–0    | 艾沙比       |
| 2013年 | 準決賽   | 廣州恆大     | 8–1    | 柏雷素爾     |
| 2005年 | 準決賽   | 艾恩         | 6–0    | 深圳健力寶   |
| 2005年 | 半準決賽 | 伊蒂哈德     | 8–3    | 山東魯能泰山 |
| 2009年 | 準決賽   | 伊蒂哈德     | 8–3    | 名古屋鯨魚   |
| 2017年 | 十六強   | 川崎前鋒     | 7–2    | 蒙通聯       |
| 2013年 | 半準決賽 | 廣州恆大     | 6–1    | 歷基韋亞     |
| 2008年 | 決賽     | 大阪飛腳     | 5–0    | 阿德萊德聯   |
| 2012年 | 半準決賽 | 蔚山現代     | 5–0    | 希拉爾       |
| 2016年 | 半準決賽 | 全北現代汽車 | 5–0    | 上海上港     |
| 2017年 | 十六強   | 川崎前鋒     | 7–2    | 蒙通聯       |
| 2018年 | 十六強   | 艾杜哈尼     | 8–3    | 艾阿恩       |
| 2018年 | 半準決賽 | 鹿島鹿角     | 5–0    | 天津權健     |

### 國家紀錄
- 歷屆賽事中，僅有 2 次決賽由同國家球隊對賽：
  - 1996–97（ 南韓）：浦項製鐵 vs 城南一和天馬，2–1
  - 2001–02（ 南韓）：水原三星藍翼 vs 安養LG獵豹，0–0（4–2 互射十二碼）
- 除了 2 場的決賽外，還有出現下列同國對賽的賽事：
  - 12 次出現於 南韓：
    - 1996–97 半準決賽，浦項製鐵 - 城南一和天馬，0–0
    - 1998–99 半準決賽，大宇皇家 - 浦項製鐵，1–1
    - 2001–02 半準決賽，水原三星藍翼 - 安養LG獵豹，0–0
    - 2006 準決賽，全北現代汽車 - 蔚山現代，6–4（2–3，4–1）
    - 2010 半準決賽，城南一和天馬 - 水原三星藍翼，4–3（4–1，0–2）
    - 2014 十六強，浦項製鐵 - 全北現代汽車，3–1（2–1，1–0）
    - 2014 半準決賽，FC首爾 - 浦項製鐵，0–0（0–0，0–0；3–0 互射十二碼）
    - 2016 準決賽，全北現代汽車 - FC首爾，5–3（4–1，1–2）
    - 2018 十六強，水原三星藍翼 - 蔚山現代，3–1（0–1，3–0）
    - 2018 半準決賽，水原三星藍翼 - 全北現代汽車，3–3（3–0，0–3；4–2 互射十二碼）
    - 2021 半準決賽，蔚山現代 - 全北現代汽車，3–2（加時賽）
    - 2021 準決賽，浦項製鐵 - 蔚山現代，1–1（5–4 互射十二碼）

  - 10 次出現於 沙特阿拉伯：
    - 2000–01 半準決賽，伊蒂哈德 - 希拉爾，2–0
    - 2009 十六強，伊蒂哈德 - 艾沙比，2–1
    - 2011 十六強，伊蒂哈德 - 希拉爾，3–1
    - 2012 準決賽，伊蒂哈德 - 吉達艾阿里，1–2（1–0，0–2）
    - 2014 十六強，伊蒂哈德 - 艾沙比，4–1（1–0，3–1）
    - 2019 十六強，希拉爾 - 吉達艾阿里，4–3（4–2，0–1）
    - 2019 半準決賽，希拉爾 - 伊蒂哈德，3–1（0–0，3–1）
    - 2020 十六強，艾納斯 - 艾塔亞文，1–0
    - 2020 半準決賽，艾納斯 - 吉達艾阿里，2–0
    - 2021 準決賽，希拉爾 - 艾納斯，2–1

  - 7 次出現於 日本：
    - 1999–00 半準決賽，磐田喜悅 - 鹿島鹿角，1–0
    - 2008 準決賽，大阪飛腳 - 浦和紅鑽，4–2（1–1，3–1）
    - 2009 十六強，大阪飛腳 - 鹿島鹿角，2–3
    - 2009 半準決賽，川崎前鋒 - 名古屋鯨魚，3–4（2–1，1–3）
    - 2011 十六強，大阪飛腳 - 大阪櫻花，0–1
    - 2017 半準決賽，浦和紅鑽 - 川崎前鋒，5–4（1–3，4–1）
    - 2019 十六強，鹿島鹿角 - 廣島三箭，3–3（1–0，2–3；作客入球優惠）

  - 4 次出現於 伊朗：
    - 2010 十六強，索柏阿罕 - 卡爾曼，1–0
    - 2012 外圍賽，艾斯迪格拿 - 索柏阿罕，2–0
    - 2012 十六強，沙巴罕 - 艾斯迪格拿，2–0
    - 2018 十六強，索柏阿漢 - 艾斯迪格拿，2–3（1–0，1–3）

  - 4 次出現於 中國：
    - 2017 十六強，上海上港 - 江蘇蘇寧，5–3（2–1，3–2）
    - 2017 半準決賽，廣州恆大 - 上海上港，5–5（0–4，5–1；4–5 互射十二碼）
    - 2018 十六強，天津權健 - 廣州恆大，2–2（0–0，2–2；作客入球優惠）
    - 2019 十六強，廣州恆大 - 山東魯能泰山，4–4（2–1，2–3；6–5 互射十二碼）

  - 3 次出現於 卡塔爾：
    - 2015 十六強，歷基韋亞 - 艾薩德，4–3（2–1，2–2）
    - 2016 十六強，艾查殊 - 歷基韋亞，6–4（4–0，2–4）
    - 2019 十六強，艾薩德 - 艾杜哈尼，4–2（1–1，3–1）

  - 3 次出現於 阿聯酋：
    - 2014 十六強，艾阿恩 - 艾查捷拉，4–2（2–1，2–1）
    - 2015 十六強，阿爾阿里 - 艾阿恩，3–3（0–0，3–3；作客入球優惠）
    - 2021 十六強，阿爾華達 - 沙迦，1–1（5–4 互射十二碼）

- 自從2009年亞冠擴大規模起，同國四支球隊全部成功從分組賽出線有 8 次：
  - 3 次出現於 沙特阿拉伯：
    - 2009：希拉爾、艾沙比、伊蒂哈德、伊蒂法克
    - 2011：希拉爾、艾納斯、伊蒂哈德、艾沙比
    - 2019：希拉爾、艾納斯、伊蒂哈德、吉達艾阿里

  - 3 次出現於 南韓：
    - 2010：城南一和天馬、全北現代汽車、水原三星藍翼、浦項製鐵
    - 2015：全北現代汽車、城南FC、水原三星藍翼、FC首爾
    - 2021：全北現代汽車、浦項製鐵、蔚山現代、FC大邱

  - 2 次出現於 日本：
    - 2009：名古屋鯨魚、大阪飛腳、鹿島鹿角、川崎前鋒
    - 2011：大阪飛腳、名古屋鯨魚、大阪櫻花、鹿島鹿角

- 2010是首次有來自同一國家的 4 支球隊，全數晉級至半準決賽階段：
  -  南韓：全北現代汽車、浦項製鐵、城南一和天馬和水原三星藍翼

### 小組賽紀錄
- 小組賽最多入球數：28
  -  鹿島鹿角（2008）
- 小組賽最少入球數：0
  -  東京日視（2006）

- 小組賽最少失球數：0
  -  柏克塔哥（2002–03）
  -  阿爾華達（2004年）
  -  釜山偶像（2005年）
  -  蔚山現代（2006年）

- 小組賽最多失球數：29
  -  佩斯普拉（2010年）

- 小組賽最多得失球差：+25
  -  釜山偶像（2005年）
  -  鹿島鹿角（2008）

- 小組賽最少得失球差：−26
  -  峴港（2006年）
  -  淡濱尼流浪（2021年）

- 东亚区小组头名单场最大净负球：-5
  - 2019赛季，蔚山现代0-5上海上港
  - 2022赛季，柔佛DT0-5蔚山现代

#### 六場全勝
- 五隊錄得小組賽六場全勝，分別是：
  -  山東魯能泰山，2005年
  -  釜山偶像，2005年
  -  鹿島鹿角，2010年
  -  艾杜哈尼，2018年
  -  蔚山現代，2021年
  -  川崎前鋒，2021年

- 四隊錄得小組賽全勝（非六場），分別是：
  -  艾恩（3 勝），2002–03年
  -  柏克塔哥（3 勝），2002–03年
  -  蔚山現代（2 勝），2006年
  -  上海申花（2 勝），2006年

#### 六場全和
沒有球隊

#### 六場全敗
- 九隊錄得小組賽六場全敗，分別是：
  -  尼夫治，2004年
  -  黃安嘉萊，2005年
  -  峴港，2006年
  -  FC隆安，2007年
  -  多哈艾阿拉比，2012年
  -  艾華斯爾，2018年
  -  卡雅，2021年
  -  淡濱尼流浪，2021年
  -  廣州，2021年

- 六隊錄得小組賽全敗（非六場），分別是：
  -  奧斯特斯帕（3 負），2002–03年
  -  尼沙阿什卡巴德（3 負），2002–03年
  -  蕭塔（4 負），2004年
  -  東京日視（2 負），2006年
  -  FC隆安（2 負），2006年
  -  沙哈霍德羅（4 負），2020年

### 淘汰赛记录

#### 逆转
- 2017年赛季东亚区半准决赛（四分之一决赛）， 浦和红钻   vs  川崎前锋 ，浦和红钻在首回合1:3落败，总比分曾1:4落后的情况下，连扳4球总比分5:4晋级

#### 单场净胜球达到5球或以上
- 2004年赛季半准决赛（四分之一决赛），城南一和  6:0  沙迦
- 2004年赛季决赛，伊蒂哈德  6:0  城南一和
- 2009年赛季十六强赛，浦项制铁  6:0  纽卡斯尔喷气机
- 2011年赛季半准决赛（四分之一决赛），全北现代  6:1  大阪樱花
- 2016年赛季十六强赛，全北现代  5:0  上海上港
- 2022-23年赛季十六强赛，浦和红钻  5:0  柔佛DT

## 總括

### 按球隊
截至2019年，目前共有24隊曾經奪得過亞洲球會錦標賽及亞洲聯賽冠軍盃冠軍，而亞洲聯賽冠軍盃則有13隊曾經奪得冠軍。
| 奪冠次數最多的球隊              | 奪冠次數最多的球隊 | 奪冠次數最多的球隊 | 奪冠次數最多的球隊 | 奪冠次數最多的球隊         | 奪冠次數最多的球隊 |
|                                 | 球會               | 所屬國家           | 奪冠次數           | 奪冠年份                   | 奪冠年份           |
| 亞洲球會錦標賽（1967年–2002年） | 球會               | 所屬國家           | 奪冠次數           | 亞洲聯賽冠軍盃（2002年後） |                    |
| ------------------------------- | ------------------ | ------------------ | ------------------ | -------------------------- | ------------------ |
| =1                              | 希拉爾             | 沙烏地阿拉伯       | 3次                | 1991, 1999–2000            | 2019               |
| =1                              | 浦項製鐵           |                    | 3次                | 1996–97, 1997–98           | 2009               |
| =3                              | 艾斯迪格拿         | 伊朗               | 2次                | 1970, 1990–91              |                    |
| =3                              | 城南FC             |                    | 2次                | 1995,                      | 2010               |
| =3                              | 伊蒂哈德           | 沙烏地阿拉伯       | 2次                |                            | 2004, 2005         |
| =3                              | 全北現代汽車       |                    | 2次                |                            | 2006, 2016         |
| =3                              | 浦和紅鑽           | 日本               | 2次                |                            | 2007, 2017         |
| =3                              | 特拉維夫馬卡比1    | 以色列             | 2次                | 1969, 1971                 |                    |
| =3                              | 泰國農民銀行       | 泰國               | 2次                | 1993–94, 1994–95           |                    |
| =3                              | 水原三星藍翼       |                    | 2次                | 2000–01, 2001–02           |                    |
| =3                              | 艾薩德             |                    | 2次                | 1988–89                    | 2011               |
| =3                              | 廣州恆大           | 中国               | 2次                |                            | 2013, 2015         |
| =3                              | 蔚山現代           |                    | 2次                |                            | 2012, 2020         |
| =14                             | 磐田山葉           | 日本               | 1次                | 1998–99                    |                    |
| =14                             | 艾阿恩             | 阿联酋             | 1次                |                            | 2002–03            |
| =14                             | 特拉維夫夏普爾1    | 以色列             | 1次                | 1967                       |                    |
| =14                             | 遼寧               | 中国               | 1次                | 1989–90                    |                    |
| =14                             | 釜山IPark          |                    | 1次                | 1985–86                    |                    |
| =14                             | 千葉市原           | 日本               | 1次                | 1986                       |                    |
| =14                             | 東京綠茵           | 日本               | 1次                | 1987                       |                    |
| =14                             | 德黑蘭帕斯         | 伊朗               | 1次                | 1992–93                    |                    |
| =14                             | 大阪飛腳           | 日本               | 1次                |                            | 2008               |
| =14                             | 西悉尼流浪者       |                    | 1次                |                            | 2014               |
| =14                             | 鹿島鹿角           | 日本               | 1次                |                            | 2018               |

1 1974年，以色列足協由於政治壓力被逐出亞洲足協，並於1994年成為歐洲足協正式成員。因此以色列球會不再參加亞洲足協所屬賽事。

### 按國家
| 奪冠次數最多的國家              | 奪冠次數最多的國家 | 奪冠次數最多的國家 | 奪冠次數最多的國家                                                       | 奪冠次數最多的國家                                                      | 奪冠次數最多的國家 |
|                                 | 國家               | 冠軍次數           | 冠軍球隊                                                                 | 冠軍球隊                                                                |                    |
| 亞洲球會錦標賽（1967年–2002年） | 國家               | 冠軍次數           | 亞洲聯賽冠軍盃（2002年後）                                               |                                                                         |                    |
| ------------------------------- | ------------------ | ------------------ | ------------------------------------------------------------------------ | ----------------------------------------------------------------------- | ------------------ |
| 1                               |                    | 12 次              | 浦項製鐵（2次），城南FC（1 次），水原三星藍翼（2 次），釜山IPark（1 次） | 浦項製鐵（1次），城南FC（1 次），全北現代汽車（2 次），蔚山現代（2 次） |                    |
| 2                               | 日本               | 7 次               | 磐田山葉（1次），千葉市原（1 次），東京綠茵（1 次）                      | 浦和紅鑽（2次），大阪飛腳（1 次），鹿島鹿角（1 次）                     |                    |
| 3                               | 沙烏地阿拉伯       | 5 次               | 希拉爾（2次）                                                            | 希拉爾（1次），伊蒂哈德（2 次）                                         |                    |
| =4                              | 伊朗               | 3 次               | 艾斯迪格拿（2次），德黑蘭帕斯（1次）                                     |                                                                         |                    |
| =4                              | 中国               | 3 次               | 遼寧（1次）                                                              | 廣州恆大（2次）                                                         |                    |
| =4                              | 以色列1            | 3 次               | 特拉維夫馬卡比（1次），特拉維夫夏普爾（1次）                             |                                                                         |                    |
| =4                              | 泰國               | 2 次               | 泰國農民銀行（2次）                                                      |                                                                         |                    |
| =4                              |                    | 2 次               | 艾薩德（1次）                                                            | 艾薩德（1次）                                                           |                    |

## 球隊

### 按晉身決賽次數
- 列表中的粗體字代表球隊奪得冠軍。

| 球隊            | 晉身決賽次數 | 冠軍次數 | 亞軍次數 | 晉身決賽年份（亞洲球會錦標賽）       | 晉身決賽年份（亞洲聯賽冠軍盃） |
| --------------- | ------------ | -------- | -------- | ------------------------------------ | ------------------------------ |
| 希拉爾          | 7次          | 3次      | 4次      | 1986年、1987年、1991年、1999–2000年  | 2014年、2017年、2019年         |
| 艾斯迪格拿      | 4次          | 2次      | 2次      | 1970年、1990–91年、1991年、1998–99年 |                                |
| 城南FC          | 4次          | 2次      | 2次      | 1995年、1996–97年                    | 2004年、2010年                 |
| 浦項製鐵        | 3次          | 3次      | 0次      | 1996–97年、1997–98年                 | 2009年                         |
| 伊蒂哈德        | 3次          | 2次      | 1次      |                                      | 2004年、2005年、2009年         |
| 全北現代汽車    | 3次          | 2次      | 1次      |                                      | 2006年、2011年、2016年         |
| 浦和紅鑽        | 3次          | 2次      | 1次      |                                      | 2007年、2017年、2019年         |
| 特拉維夫馬卡比1 | 2次          | 2次      | 0次      | 1969年、1971年                       |                                |
| 泰國農民銀行    | 2次          | 2次      | 0次      | 1993–94年、1994–95年                 |                                |
| 水原三星藍翼    | 2次          | 2次      | 0次      | 2000–01年、2001–02年                 |                                |
| 艾薩德          | 2次          | 2次      | 0次      | 1988–89年                            | 2011年                         |
| 廣州恆大        | 2次          | 2次      | 0次      |                                      | 2013年、2015年                 |
| 蔚山現代        | 2次          | 2次      | 0次      |                                      | 2012年、2020年                 |
| 磐田山葉        | 3次          | 1次      | 2次      | 1998–99年、1999–2000年、2000–01年    |                                |
| 艾阿恩          | 3次          | 1次      | 2次      |                                      | 2002–03年、2005年、2016年      |
| 特拉維夫夏普爾1 | 2次          | 1次      | 1次      | 1967年、1970年                       |                                |
| 遼寧            | 2次          | 1次      | 1次      | 1989–90年、1990–91年                 |                                |
| FC首爾          | 2次          | 0次      | 2次      |                                      | 2001–02年、2013年              |
| 艾阿里          | 2次          | 0次      | 2次      | 1985–86年                            | 2012年                         |
| 柏斯波利斯      | 2次          | 0次      | 2次      |                                      | 2018年、2020年                 |
| 釜山IPark       | 1次          | 1次      | 0次      | 1985–86年                            |                                |
| 千葉市原        | 1次          | 1次      | 0次      | 1986年                               |                                |
| 東京綠茵        | 1次          | 1次      | 0次      | 1987年                               |                                |
| 德黑蘭帕斯      | 1次          | 1次      | 0次      | 1992–93年                            |                                |
| 大阪飛腳        | 1次          | 0次      | 1次      |                                      | 2008年                         |
| 西悉尼流浪者    | 1次          | 1次      | 0次      |                                      | 2014年                         |
| 鹿島鹿角        | 1次          | 0次      | 1次      |                                      | 2018年                         |
| 雪蘭莪          | 1次          | 0次      | 1次      | 1967年                               |                                |
| 陽地            | 1次          | 0次      | 1次      | 1969年                               |                                |
| 艾爾索達        | 1次          | 0次      | 1次      | 1971年                               |                                |
| 艾拉舒特        | 1次          | 0次      | 1次      | 1988–89年                            |                                |
| 橫濱水手        | 1次          | 0次      | 1次      | 1989–90年                            |                                |
| 艾沙比          | 1次          | 0次      | 1次      | 1992–93年                            |                                |
| 阿曼FC          | 1次          | 0次      | 1次      | 1993–94年                            |                                |
| 多哈艾阿拉比    | 1次          | 0次      | 1次      | 1994–95年                            |                                |
| 艾納斯          | 1次          | 0次      | 1次      | 1995年                               |                                |
| 大連萬達        | 1次          | 0次      | 1次      | 1997–98年                            |                                |
| BEC特羅薩薩納   | 1次          | 0次      | 1次      |                                      | 2002–03年                      |
| 卡拉馬          | 1次          | 0次      | 1次      |                                      | 2006年                         |
| 沙巴罕          | 1次          | 0次      | 1次      |                                      | 2007年                         |
| 阿德萊德聯      | 1次          | 0次      | 1次      |                                      | 2008年                         |
| 索柏阿罕        | 1次          | 0次      | 1次      |                                      | 2010年                         |
| 阿爾阿里        | 1次          | 0次      | 1次      |                                      | 2015年                         |

1 1974年，以色列足協由於政治壓力被逐出亞洲足協，並於1994年成為歐洲足協正式成員。因此以色列球會不再參加亞洲足協所屬賽事。

## 外部連結
- 亞洲冠軍聯賽官方網站（英文）
- RSSSF（页面存档备份，存于）（英文）